# Иван Грозный (балет)
«Ива́н Гро́зный» — балет в двух актах, созданный хореографом Юрием Григоровичем на одноимённую музыку композитора Сергея Прокофьева, в музыкальной редакции Михаила Чулаки.
Премьера состоялась 20 февраля 1975 года в Большом театре СССР.

## История создания
Мысль о создании хореографического спектакля на музыку Сергея Прокофьева к фильму «Иван Грозный» Сергея Эйзенштейна принадлежит Абраму Стасевичу — дирижёру, озвучившему фильм при его создании, а впоследствии собравшему наиболее выразительные эпизоды музыки фильма в «композицию в форме оратории». Именно Стасевич обратил внимание Григоровича на выдающиеся достоинства киномузыки Прокофьева и заразил балетмейстера горячей влюблённостью в произведение. Ораторию Стасевича вместе с «Русской увертюрой», частью Третьей симфонии и фрагментами кантаты «Александр Невский» положили в основу балета его музыкальный редактор, профессор Михаил Чулаки и балетмейстер Григорович.
В 2011 году наследники Прокофьева предоставили Большому театру эксклюзивное право на возобновление балета в хореографии Григоровича. Репетиции начались в сентябре 2012 года. Премьера состоялась в ноябре, заглавную партию исполнил танцовщик Павел Дмитриченко.

## Хронология спектаклей
- Премьера — 20 февраля 1975 года, Большой театр. Художник С. Б. Вирсаладзе, дирижёр А. М. Жюрайтис. Главные партии: Иван — Ю. К. Владимиров, Владимир Васильев, Анастасия — Н. И. Бессмертнова, Князь Курбский — Борис Акимов.
- 1976 — Парижская Опера, балетмейстер — Ю. Н. Григорович, художник — С. Б. Вирсаладзе.
- декабрь 2004 — Государственный Кремлёвский дворец. Театр Кремлёвский балет. В роли Ивана Грозного — Игорь Иебра Иглесиас[англ.], первый иностранец, исполнивший эту партию в России[6].
- 2005 — Парижская опера (Опера Гарнье).
- 8 ноября 2012 — Большой театр. Возобновление постановки 1975 года. В партии Ивана IV — ведущий солист Большого театра Павел Дмитриченко[5].

## Записи спектаклей
- 1976 — фильм-балет «Грозный век», экранизация первой постановки. Главные партии — Юрий Владимиров, Наталья Бессмертнова, Борис Акимов.
- 1977 — с открытия Третьего Международного конкурса артистов балета и хореографов. Главные партии — Владимир Васильев, Людмила Семеняка, Борис Акимов.
- 1990 — Иван IV — Ирек Мухамедов, Анастасия — Наталия Бессмертнова, Князь Курбский — Гедиминас Таранда.